# مريخ-500

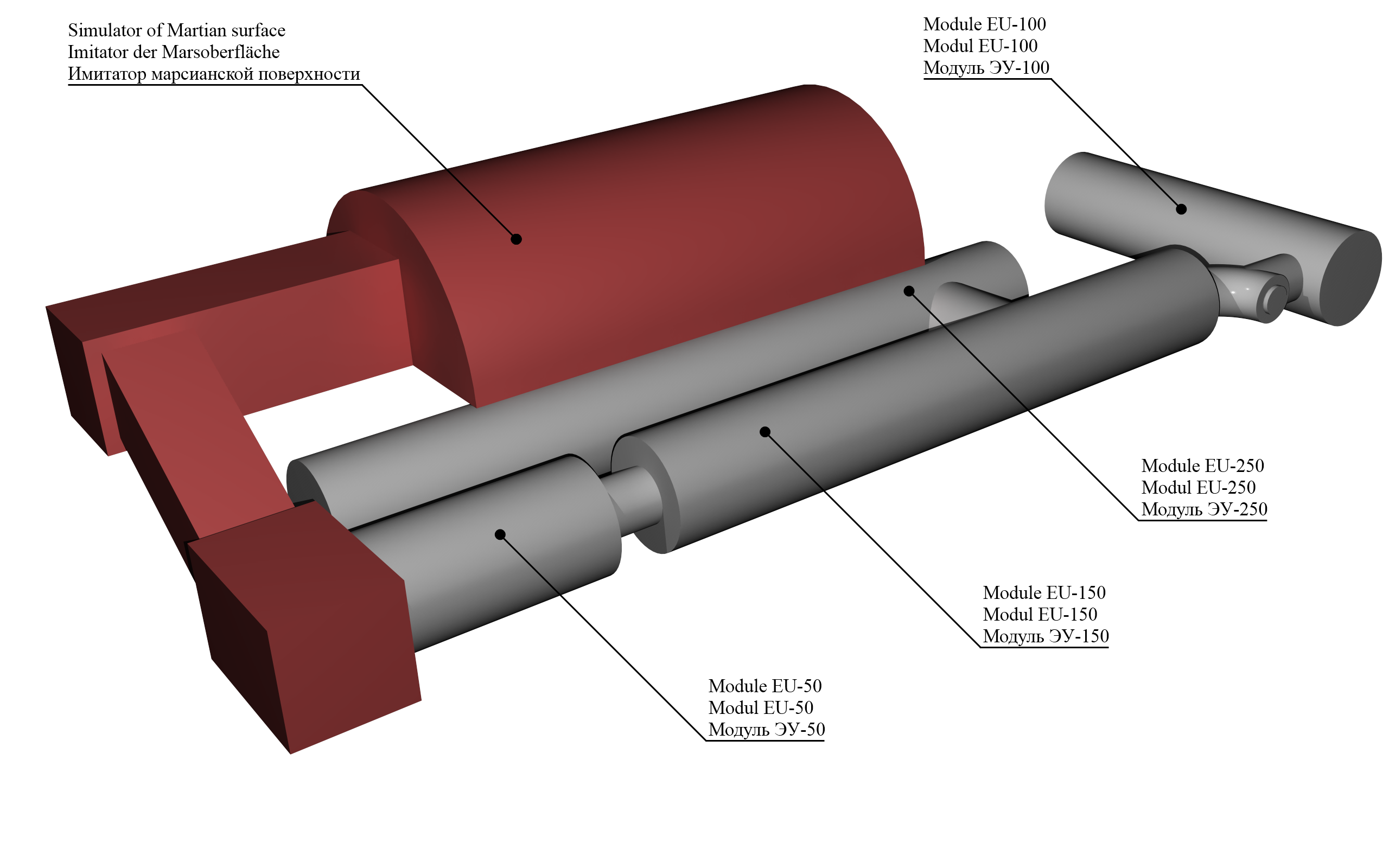

مريخ-500 (بالروسية: Марс-500) هي تجربة على الأرض تهدف لمحاكاة رحلة بشرية إلى المريخ وظروف الحياة على سطحه. التجربة تمت على ثلاث مراحل، في المرحلة الأولى قضى فريق من رواد الفضاء الروس 14 يومًا في المجمع الفضائي الأرضي الذي أقيم للتجربة، كان ذلك في نوفمبر 2007. في 31 مارس 2009 أجريت المرحلة الثانية من التجربة، يشارك فيها 6 متطوعين من روسيا وفرنسا وألمانيا، يقضون فيها 105 يومًا في المجمع الفضائي. تُجرى المرحلة الثالثة من التجربة في نهاية العام 2009، وستستمر هذه المرحلة لمدة 520 يومًا.

## مراحل التجربة

### المرحلة الأولى
دامت المرحلة الأولى 14 يومًا في شهر نوفمبر 2007. المتطوعون كانوا ستة من الروس، منهم رائدا فضاء فعليان، تكون الفريق من خمس رجال وامرأة واحدة. رواد الفضاء الفعليون هما الطبيب سيرجي ريازانسكي والمهندس أوليج أرتيمييف، ومهندسان أنطون أرتامونوف وألكسندر كوفاليوف، وطبيب واحد خبير في ممارسة الطب عن بعد، دميتري بيرفيلوف.
وأشارت مصادر في معهد البحوث الطبية والبيولوجية إلى أن هدف المرحلة الأولى من التجربة هو اختبار تطابق الخصائص التكنيكية والتشغيلية للحجرات الانفصالية وأجهزتها مع وثائق التقنية والتشغيل في ظروف مقاربة إلى أقصى حد مع التشغيل الفعلي. وقد نفذت التجربة في حجرتين منفصلتين من المجمع الطبي- التكنيكي، حجرة معيشة مساحتها 150 مترًا مكعبًا وحجرة طبية مساحتها 100 متر مكعب. وفي خلال فترة التجربة جرب الخبراء ورواد الفضاء منظومات الحياة والرقابة والتحكم وتوفير المعلومات بعد إعادة تشغيلها، وكذلك شبكة الاتصال الطبية المحلية. ويعتقد المسئولون عن التجربة أن الطاقم نفذ بنجاح المهام المناط بها إليه.

### المرحلة الثانية
أجريت المرحلة الثانية من مريخ-500 في 31 مارس 2009، ودامت هذه المرحلة 105 يومًا. وشارك فيها 6 متطوعين، 4 من روسيا، وفرنسي، وألماني، والتالي عرض لهؤلاء المتطوعين الستة:
1. أوليغ أرتيميف (رائد فضاء روسي)
2. وسيرغي ريازانسكي (رائد فضاء روسي)
3. ألكسي بارانوف (طبيب روسي)
4. ألكسي شباكوف (أخصائي في التربية البدنية والفسيولوجيا روسي)
5. سيريل فورنيه (طيار مدني فرنسي)
6. أوليفير كينكيل (مهندس عسكري ألماني)

### المرحلة الثالثة
تجرى هذه المرحلة في نهاية 2009، وتدوم لمدة 520 يومًا.

## متطلبات
تم اختيار الفرق التي أدت التجربة من بين 5000 متقدم، واشترط في المتطوعين تحقق الشروط الآتية:
1. أن يكون السن بين 25 و50.
2. أن يكون المتقدم حائز على شهادة تعليم عال.
3. من المتطلبات الاحترافية:

- إجادة الإسعافات الأولية
- عالم أحياء
- مهندس: متخصص في أنظمة دعم الحياة.
- مهندس: متخصص في تقنيات الحواسيب.
- مهندس: متخصص في الإلكترونيات.
- مهندس: ميكانيكي.

1. مهارات لغوية: إجادة اللغتين الروسية والإنجليزية على مستوى الحرفية والمحادثات اليومية.